# 佐藤円治
佐藤 圓治（さとう えんじ、明治30年（1897年）8月24日 - 昭和46年（1971年）7月30日）は、日本の俳優。娘は女優の三條美紀、孫は元女優の紀比呂子。

## 来歴
山形県東田川郡東栄村（藤島町を経た後に鶴岡市）出身。大正4年(1915年)山形県立荘内農業学校卒業。上京して慶應義塾大学に入るが中退。兵役につき、大正7年(1918年)にシベリアに従軍。大正11年(1922年)に帰還した。除隊後に会社(日本体育用品株式会社)に取締役として勤めるが、方向転換し、大正12年(1923年)に水口薇陽が設立した日本映画俳優学校に第1回目の入学生として入校した。同期には小杉勇、島耕二、森岩雄、八木保太郎等がいる。大正13年（1924年）5月、日活に入社した。デビュー作は『我等の若き日』(大正13年(1924年)7月　監督：鈴木謙作)。主演デビュー作は『伊藤巡査の死』（大正13年(1924年)7月　監督：鈴木謙作、大洞元吾、溝口健二、近藤伊與吉の共同監督）。昭和3年(1928年)に結婚した末子夫人との間に二男二女がある。
大正14年(1925年)には山本嘉一、小泉嘉輔、南光明、木藤茂、佐藤圓治の5人を後援する『五人男を圍る(めぐる)会』が結成された(大正14年8月1日発行『大日活』)。
日本の活動写真が昭和10年ごろを境にトーキー発声に移ると、それまで発声の必要のなかった映画俳優はセリフを喋らなければならなくなって、これがために大スタアまでが人気を落とし、銀幕から姿を消すという一大転換期を迎えた。村田宏寿と並んで、訛りがひどい東北弁だったが、これが特徴となって、トーキー時代を生き延びた俳優の一人となった。
昭和17年（1942年）、大映誕生後は、事務方に転身し演技課長や部長職などを務めた。

## 人物
「映画界の山形県人」(『荘内』第26号所収、1940年3月刊)には「重厚な演技を見せる役者だが訛りがひどいのでどうにも普通作品には使ひきれぬ。その代わり兵隊さんやお巡りさんをやらせると日活一番、なるほど、山形出身の上等兵なら訛りがあっても文句ないはずだ」と書いてある。
鶴岡市藤島庁舎（旧藤島町役場）にある忠犬ハチ公試作石膏像は、円治の娘の三條美紀が安藤士（渋谷ハチ公像の制作者）が作業場として使っていた借家を家財ごと購入したのがきっかけで円治のもとに渡り、その後、湯野浜温泉の旅館や藤島町にあった建設会社などを経て藤島役場庁舎完成記念として、この建設会社から役場に寄贈されたものである。石膏像は2012年（平成24年）6月24日より、毎年4月15日から翌年2月15日までの期間はJR鶴岡駅にて公開されている。
『日本映画年鑑　大正13・4年度』の「日本映画俳優名鑑」によれば、「趣味：乗馬、テニス、ゴルフ、音楽（バイオリン）、読書、政治問題。愛読書：正義を求むる心、ロシヤ文学、クロポトキン相互扶助論、思想と文化等。」と記載がある。

## 出演作品
- 我等の若き日（1924年7月4日　監督：鈴木謙作　京都第二部）
- 伊藤巡査の死（1924年7月24日　監督：鈴木謙作、大洞元吾、溝口健二、近藤伊興吉　京都第二部）[注釈 1]　-　伊藤巡査
- 海の鳴る男（1924年9月14日　京都第二部）　-　下男辰蔵（見張人）
- 箕面心中（祇園心中・恋の笑蝶）（1924年12月24日　監督：三枝源次郎　京都第二部）　-　大原徳三郎
- 怒涛（海の者）(1925年1月23日　監督：鈴木謙作　京都第二部)　-　漁師・仙造
- 君国の為に（1925年1月14日　京都第二部）　-　飛行少尉・山根金吾
- 街の手品師（1925年2月13日　京都第二部）　-　支那料理主人
- 貧者の勝利（1925年2月26日　監督：三枝源次郎　京都第二部）　-　次男・猛
- 世界の女王　四部作(1925年　監督：三枝源次郎　京都第二部)　-　藤井男爵
- 愛慾の岐路（1925年　京都第二部）　-　お京の情人
- 大地は微笑む　第一篇（1925年4月10日　監督：溝口健二　大将軍撮影所(京都第二部)）　-　導士・王釣烈
- 大地は微笑む　第二篇（1925年4月17日　京都第二部）
- 母校の為めに　(1925年9月8日　監督：阿部豊　大将軍)　-　マネジャー
- 闇の中の顔　後篇（1925年9月23日　大将軍）　-　海軍士官
- 小品映画集《馬》（1925年11月21日　監督：若山治　大将軍）　-　老いたる軍人
- 秩父の山美し（1925年　監督：若山治　京都第二部）　-　青年士官・正夫
- 地獄に落ちた光秀（1926年1月15日　監督：辻吉郎　大将軍）
- 銅貨王（1926年2月7日　監督：溝口健二　大将軍撮影所）　-　北村吾郎
- 国境を護る人々（1926年3月11日　監督：若山治　大将軍）　-　警備巡査・松井清一郎
- トントン拍子（1926年4月30日　監督：伊奈精一　大将軍）　-　許婚・井上辰夫
- 日輪　前篇（1926年5月21日　監督：村田実　大将軍）　-　牛島
- 戦鬼吉岡大佐（1926年　監督：三枝源次郎）　-　乃木将軍の副官
- 日輪　後篇（1926年6月4日　監督：村田実　大将軍）　-　牛島
- 神田の下宿（1926年7月22日　監督：伊奈精一　大将軍）　-　商科大学生・相吉京三
- 軍神橘中佐（1926年9月1日　監督：三枝源次郎　大将軍）　-　内田軍曹
- シベリアお龍（1926年10月29日　監督：三枝源次郎　大将軍）　-　日吉哲而　岳隆卸
- 勇敢なる水兵（1926年11月12日　監督：三枝源次郎　大将軍）　※海軍省後援
- 鍬の光(1926年)
- 茶色の女（1927年1月14日　監督：三枝源次郎　大将軍）　-　垣間探偵
- 死線突破（1927年3月10日　監督：三枝源次郎　大将軍）　-　鈴木仙造
- A38号室（1927年4月17日　監督：木藤茂　大将軍）　-　偽探偵
- 赤城の夕映え(1927年11月11日　監督：三枝源次郎　大将軍)　-　伊東民四郎
- 借りた指輪（1928年5月5日　監督：東坊城恭長　大将軍）
- 地球は廻る　第一部　過去篇（1928年5月12日　監督：田坂具隆　大将軍撮影所）　-　古川三郎（官軍の士）
- 愛の町（1928年8月31日　監督：田坂具隆　大将軍）　-　輝子の父・菊池重一
- 母いづこ（1928年9月14日　監督：阿部豊　太秦）　-　黒田の秘書・山野雄吉
- 名のらぬ父（1928年11月25日　監督：木藤茂　大将軍）　-　柴山吾郎
- 村に照る陽（1928年　監督：田坂具隆　太秦）
- スキー猛進（1929年）
- 第二の母（1929年4月26日　監督：木村次郎　太秦）　-　良人・浩太郎
- 妖怪無電（1929年）
- 摩天楼　争闘篇（1929年10月17日　監督：村田実　太秦撮影所）　-　山野雲蔵
- 撃滅(1930年4月15日　監督：小笠原明峰　応援監督：長倉祐孝　太秦撮影所)　-　布目三笠艦航海長
- 女七変化（1930年6月7日　監督：三枝源次郎　太秦撮影所）　-　すずの夫
- この太陽　第一篇　蘭子の巻（1930年9月12日　監督：村田実　太秦撮影所）　-　高曽我部
- この太陽　第二篇　多美枝の巻（1930年9月19日　監督：村田実　太秦）　-　高曽我部
- この太陽　第三篇　暁子の巻（1930年9月26日　監督：村田実　太秦）　-　高曽我部
- 海のない港　前篇（1931年）
- 海のない港　後篇（1931年9月16日　監督：村田実　太秦撮影所）　-　柿本運転手
- 北満の偵察（1931年12月18日　監督：吉村廉、熊谷久虎　太秦）　-　藤井少尉
- こゝろの燈火(1932年1月17日　監督：伊奈精一　太秦)　-　中隊長
- 上海爆撃戦　征空大襲撃（1932年6月10日　監督：伊奈精一　太秦）　-　所大尉
- 港の抒情詩（1932年6月24日　監督：三枝源次郎　太秦）　-　松崎
- 二人の新学士（1933年3月30日　監督：田口哲　京都撮影所）　-　社長
- 真珠夫人（1933年4月6日　監督：畑本秋一　太秦）　-　岩田伝六
- 僕らの弟　(1933年10月12日　監督：春原政久　日活京都（太秦）撮影所)　-　父・高瀬茂平
- 大東京曇後晴れ（1933年　監督：伊奈精一　太秦）　-　ダンスホール支配人
- 夫を想へば（1934年5月31日　監督：大谷俊夫　多摩川撮影所）　-　仲野
- 接吻市場（1934年6月7日　監督：田口哲　京都撮影所）　-　坂本虎行の父・高行
- 前線部隊（1934年8月1日　監督：渡辺邦男　多摩川撮影所）　-　今野班長
- 芸者三代記　明治篇（1934年10月17日　監督：千葉泰樹　多摩川）　-　小勝の父・仙吉
- 日本人こゝにあり(1934年10月19日　監督：千葉泰樹　多摩川)
- 巌頭の処女（1934年11月8日　監督：春原政久　多摩川）
- 愚連隊の唄（1934年12月23日　監督：田口哲　多摩川）　-　金村
- 抱かれた恋人（1934年　監督：田口哲　多摩川）
- 乃木将軍（1935年1月31日　監督：池田富保　多摩川撮影所）　-　伊地知参謀
- 召集令（1935年3月14日　監督：渡辺邦男　多摩川）　-　岡部
- 赤ちゃんと大学生（1935年3月21日　監督：千葉泰樹　多摩川）　-　安川
- 魔風恋風（1935年6月29日　監督：千葉泰樹　多摩川）　-　父子爵
- たのしき別れ路（1935年　監督：千葉泰樹　多摩川）　-　私立探偵
- 第二の母（1936年1月23日　監督：田口哲、春原政久）　-　菱田龍川
- 人生劇場 青春編（1936年2月13日　監督：内田吐夢　多摩川撮影所）　-　夏村の父
- 日蝕は血に染む(1936年7月8日　監督：首藤壽久、森永健次郎　多摩川）　-　農夫
- 昇給酒合戦（1936年7月9日　監督：千葉泰樹　多摩川撮影所）　-　課長
- 彼女の場合（1936年9月10日　監督：春原政久　多摩川）　-　会社専務
- 高橋是清自伝　前後篇（1936年）
- 翼の世界（1937年2月1日　監督：田口哲　多摩川）　-　航空官
- オリムピック横町（1937年1月21日　監督：春原政久　多摩川）　-　家主・杉森
- あゝそれなのに（1937年3月19日　監督：千葉泰樹　多摩川）　-　アパート管理人・貞吉老
- 宝島総動員(1937年7月14日　監督：千葉泰樹　多摩川)　-　運転手・寅吉
- 夢の鉄兜（1937年9月8日　監督：清瀬英次郎　多摩川）　-　榊原
- 制服を着た芸妓（1937年10月7日　監督：春原政久　多摩川）　-　晋二の父
- 警官挺身隊（1937年12月1日　監督：伊賀山正徳　多摩川）　-　アパート管理人
- 五人の斥候兵（1938年1月7日　監督：田坂具隆　多摩川撮影所）※ヴェネツイア国際映画祭・イタリア民衆文化大臣賞。1938年キネマ旬報日本映画ベスト１。一部改変されたリバイバル版のみ現存し、オリジナル版は失われている。　-　軍医
- 人生劇場　残侠篇（1938年7月1日　監督：千葉泰樹　多摩川）　-　丈徳
- 東京千一夜（1938年11月3日　監督：内田吐夢　多摩川撮影所）　-　巡査
- 土と兵隊（1939年10月14日　監督：田坂具隆　多摩川撮影所）　-　今村准尉
- 沃土万里（1940年2月1日　監督：倉田文人　多摩川）　-　農事指導員
- 歴史 第一部 動乱戊辰（1940年5月15日　監督：内田吐夢　多摩川撮影所）※日活多摩川最初の時代劇映画　-　笹本武平、清岡公張（知事）
- 歴史 第二部 焦土建設、第三部 黎明日本（1940年）
- 結婚記（1940年11月21日　監督：吉村廉　多摩川）　-　本田
- 将軍と参謀と兵(戦後改題：戦争と将軍)（1942年3月7日　監督：田口哲　多摩川）　-　工兵隊長

## ビブリオグラフィー
- 伊藤巡査に扮して　(『日活画報』1924年9月号）
- 活動写真と名がつく迄　(『日活画報』1924年10月号）
- 活動写真と名がつく迄（続き）　(『日活画報』1924年11月号）
- Charles Chaplinに対する私見　(『日活画報』1924年12月号）
- 箕面心中雑記　(『日活画報』1925年1月号）
- 映画俳優とスポオツ　(『日活画報』1925年2月号）
- 活きた人形　(『日活画報』1925年3月号）
- 今後の映画芸術　(『大日活』1925年3月号）
- 若人のモットオ　(『日活画報』1925年4月号）
- 映画と絵画　(『日活画報』1925年5月号）
- 映画愛好家の使命　(『日活画報』1925年6月号）
- 我等の叫び　(『日活画報』1925年11月号）
- 「勇敢なる水兵」ロケヱション日記　(『日活画報』1926年12月号）